# Nijni Khantxakrak
Nijni Khantxakrak - Нижний Ханчакрак (rus) - és un khútor del krai de Krasnodar, a Rússia. Es troba a la vora esquerra del riu Kuban. És a 23 km al nord d'Anapa i a 125 km a l'oest de Krasnodar.
Pertany al poble de Iurovka.